# Dean Village
Dean Village (fra dene, der betyder 'dyb dal') er en tidligere landsby umiddelbart nordvest for Edinburgh centrum i Skotland. Den er afgrænset af Belford Road mod syd og vest, Belgrave Crescent Gardens mod nord og Dean Bridge mod øst. Den var tidligere kendt som "Water of Leith Village", og den var et kendt møllebrugsområde i over 800 år. En overgang var der ikke mindre end 11 fungerende vandmøller i Dean Village, der alle blev drevet af floden Water of Leith.
Dean Village er en af de ældste landsbyer, der lå omkring den oprindelige Royal Burgh i Edinburgh. Landsbyen omtales som miller's village (møllernes landsby) i 1535 og i 1560 optræder den på kortet Siege of Leith. I Town Council Minutes fra 1585 bruges navnet Water of Leith som landsbyens navn. Termen 'Dean Village' refererede oprindeligt til en lille bebyggelse på toppen af Dean Path, nord for floden, der dannede Dean estate (et område der nu dækkes a Dean Cemetery).